# Stapelia gettliffei
Stapelia gettliffei är en oleanderväxtart som beskrevs av R. Pott. Stapelia gettliffei ingår i släktet Stapelia och familjen oleanderväxter. Inga underarter finns listade i Catalogue of Life.